# 日本の戦争犯罪
日本の戦争犯罪（にほんのせんそうはんざい）は、日清戦争および太平洋戦争中に大日本帝国日本軍によって行われた戦争犯罪の一覧。

## 日本における戦争犯罪観
極東国際軍事裁判で裁かれた被告人は、条例の第1条に「重大戦争犯罪人」と記されているが、国内では専らA級戦犯と呼称されている。それは条例a項目により裁かれたという意味合いであるが、日本においては戦争を行ったことが戦争責任として指摘追及され、戦争を引き起こした人物らの「平和に対する罪」がもっとも重視されており、等級的上位を連想させるA級が定着した。
日本が降伏するにあたって受諾したポツダム宣言には「戦争犯罪人」の処罰が規定されていた。アメリカ合衆国占領軍は日本占領直後から、戦争犯罪人には、捕虜を虐待したといった通常の戦争法規違反者と、戦争を国家の政策の手段とした者「政治的戦争犯罪人」の二種類があるとしており、それぞれに判定作業が行われていた。1945年（昭和20年）9月9日には第一号「政治的戦争犯罪人」として39名が指名され、指名を受けていた東條英機は、同月11日に逮捕される直前に自殺をはかっている。しかし、ピストル自殺は占領軍に発見された。命を繋がれた東條は占領軍により絞首刑となった。
日本は占領下にあったものの、政府は存続し占領行政も日本政府を通じて行われていた。東條の自殺未遂は、当時の東久邇宮内閣にも衝撃を与え、戦争犯罪人の処置についての緊急閣議が開かれ、日本の事情をよく知らない相手に処置を委ねてしまう事は、勝者からの一方的な裁きとなる懸念があり、また日本側で処罰しておけば、その上に連合国側の裁判があっても過酷な量刑は避けられるのではという考えから自主裁判論が討議された。しかし、東久邇宮首相がこれを昭和天皇に報告すると、「敵側の所謂戦争犯罪人、殊に所謂責任者は何れも嘗ては只管忠誠を尽くしたる人々なるに、之を天皇の名に於いて処断するは不忍ところなる故、再考の余地はなきや」として一度は反対された。また、木戸孝一内大臣も自主裁判は国民裁判になるとして反対していたが、協議が重ねられ内閣側が国民裁判にはならないとして、天皇から自主裁判の許可を受けた。ただし、東久邇宮内閣が自主裁判の対象者としていたのは、主に捕虜虐待その他の通常の戦争犯罪人についてであった。
この頃、日本政府内部一部にある敗戦意識の欠如が、占領軍総司令部の中で問題視されはじめたとされており、 戦後政治として為すべき根本的改革に一向に踏み出せない東久邇宮首相は辞任。つづく幣原内閣は、戦争犯罪人の指名をうける可能性のある人物を排除する事を基本に、組閣に取り組んだ。だが、戦争責任を開戦の責任とだけ解釈したかのような組閣本部の見解は、GHQに日本政府内の戦争犯罪への認識の大きなズレを再認識させる事となった。GHQ最高司令官マッカーサーの「すべてわれわれでやる。」の言葉通り、日本人による日本人の戦争犯罪を裁く自主裁判が実施される事はなく、日本にあって戦争犯罪を裁いたものは極東国際軍事裁判であり、BC級戦犯を裁いた各国の軍事法廷のみであった。

### 日本における国民意識
BC級戦犯は「戦争」のあるいは戦争指導者に踊らされた犠牲者であるとする意見から、極東国際軍事裁判を否定しA級戦犯まで自衛の為やむを得ず開戦に至らされた「戦争」犠牲者とする意見まで幅はあるものの、日本では「戦争犯罪」を一個人の責に帰さないと認知されている。
一方、戦時下には報道されてこなかった各戦地での日本軍の行為が極東国際軍事裁判において公表され、報道により広く国民の知るところとなり、また「平和に対する罪」として戦争を指導し行う事が罪と指摘された事は、降伏に至る過程での沖縄戦や原子爆弾などの一般市民への甚大な惨禍と相まって、戦後の日本人の心情に、もう戦争を望まないという厭戦意識を深く根付かせた。